# Pere Anguera Nolla
|  | Aquest article tracta sobre l'escriptor i historiador reusenc. Vegeu-ne altres significats a «Pere Anguera (desambiguació)». |

Pere Anguera Nolla (Reus, 18 de novembre de 1953 - 4 de gener de 2010) va ser un escriptor i historiador català. Va ser catedràtic de la Universitat Rovira i Virgili des del 1992 i un dels especialistes més reputats a Catalunya i l'Estat espanyol en la història del segle xix, en particular del carlisme i dels orígens del catalanisme polític.

## Biografia
Erudit, bibliòman, editor, articulista, gran conversador, referent del Centre de Lectura de Reus i gran renovador de la historiografia local i nacional, Apassionat per l'escriptura, també va cultivar la poesia, el teatre i la narrativa, i va deixar una obra abundant entre llibres i articles, destacant-se com a historiador del segle XIX català. Anguera deixà una vasta obra entre llibres i articles, que l'han situat al capdavant de la historiografia catalana del segle xx. Apassionat per l'escriptura, també va cultivar la poesia, el teatre i la narració.
Llicenciat en geografia i història per la Universitat de Barcelona l'any 1977, Pere Anguera no va trigar a destacar en l'àmbit de la historiografia local. Ell mateix, i joves historiadors que van sorgir sota el seu mestratge, van protagonitzar el que l'estudiós i escriptor Ramon Amigó, company d'Anguera al capdavant de l'Associació d'Estudis Reusencs, va qualificar de «revolució anguerista» en la historiografia reusenca, és a dir, la recuperació rigorosa dels estudis històrics després de la dictadura franquista tot seguint l'empremta que deixaven en la interpretació de la Catalunya moderna historiadors com Josep Fontana o Pierre Vilar. Però l'ambició científica esmerçada en la seva feina aviat li va fer traspassar les fronteres locals.
Va escriure una quarantena de llibres i monografies i centenars d'articles publicats, com ara Menjacapellans, conservadors i revolucionaris (1991), Déu, rei i fam (1995), El català al segle xix. De llengua de poble a llengua nacional (1997), Literatura pàtria i societat. Els intel·lectuals i la nació (1999), El carlisme a Catalunya, 1827-1936 (1999), Els precedents del catalanisme. Catalanitat i anticentralisme, 1808-1868 (2000), Vers una Catalunya nacional (2004) o Cataluña en la España contemporánea (2006). També va ser membre del consell assessor de la revista L'Avenç, on havia dirigit el suplement "Plecs d'història local" entre el 1997 i el 2000.
En la vida reusenca, Anguera va ser un referent de l'agitació política i cultural dels anys setanta i vuitanta. El seu nom va adquirir un gran renom ciutadà l'any 1981, en què va ser detingut (amb 21 persones més dels Països Catalans, dos de les quals, també de Reus) en l'operació policial més important que l'Estat espanyol havia dut a terme fins llavors contra l'independentisme. Les detencions van mobilitzar la societat reusenca i poc després Anguera va ser posat en llibertat sense càrrecs. El Centre de Lectura de Reus, entitat indestriable de la biografia de Pere Anguera (en va ser president de 2001 a 2007), va liderar aquella mobilització, una de les més importants que es recorden a la capital del Baix Camp. L'ateneu cultural el va declarar soci d'honor el juny de 2009 en la que va ser una de les últimes aparicions públiques de l'historiador.
El nervi narratiu i la qualitat literària de Pere Anguera es van posar en evidència en algunes de les seves obres històriques, com a El general Prim. Biografía de un conspirador (Edhasa), una obra d'encàrrec on el reusenc va escriure una apassionant biografia del compatrici que va ser un dels personatges més fascinants de la política espanyola del segle xix. La seva amistat personal amb personatges adscrits o no a la historiografia, com els escriptors Maria Aurèlia Capmany, Jaume Vidal Alcover, Manuel Vázquez Montalbán i Xavier Amorós; el crític Joan de Sagarra, o els historiadors Josep Fontana o Borja de Riquer dona una idea de la incidència del reusenc en la vida cultural del país.
Estava casat amb la també historiadora Mercè Costafreda i Felip.
L'Ajuntament de Reus decidí, el 4 de desembre de 2009, atorgar el seu nom a la segona biblioteca pública de la ciutat, inaugurada el 18 de novembre de 2015, la Biblioteca Pere Anguera. La seva tasca de recuperació històrica havia fet que el 2007 fos distingit amb la medalla d'or de la ciutat de Reus.

## Obra (no completa)
- 1975. Bibliografia catalana reusenca (1598-1974).
- 1977. El Centre de Lectura de Reus: una institució ciutadana.
- 1979. Ideologia i història dels diaris reusencs en català. (autoria compartida amb Rosa Cabré.
- 1980. La burgesia reformista. Reus en els fets de 1868.
- 1980. Aproximació a la història de Reus (autoria compartida amb Ezequiel Gort i Jordi Melich).
- 1982. Economia i societat al Baix Camp a mitjan segle XIX.
- 1982. El Centre de Lectura de Reus i la seva biblioteca.
- 1983. Comportament ideològic i actituds polítiques al Baix Camp, 1808-1868.
- 1984. L'Arc de la utopia: selecta de contes.
- 1985. Propaganda política i processos electorals al Baix Camp, 1869-1873.
- 1985. Informes sobre l'economia reusenca del segle XIX.
- 1986. La Diputació de Tarragona: imatges per a una història (autoria compartida)
- 1987. A bodes em convides. Estudis d'història social.
- 1987. Bernat Torrja, 1817-1908, teoria econòmica i reivindicació nacional.
- 1989. Actituds polítiques i control social a la Catalunya de la Restauració, 1875-1923.
- 1989. Història dels pobles del Baix Camp.
- 1990. Les Eleccions democràtiques a Reus: tres cròniques.
- 1990. Hospital de Sant Joan de Reus: 1240-1990).
- 1991. Menjacapellans, conservadors i revolucionaris.
- 1992. El Carlisme i la seva base social.
- 1993. Els malcontents del corregiment de Tarragona.
- 1993. Catalunya i Reus en els orígens del catalanisme.
- 1995. Déu, rei i fam. El primer carlisme a Catalunya.
- 1995. Arquitectura del Cap: guia.
- 1996. La premsa a la província de Tarragona.
- 1996. El Catalanisme conservador. (autoria compartida amb altres).
- 1997. El Català al segle xix. De llengua del poble a llengua nacional.
- 1997. El Catalanisme d'esquerres (autoria compartida amb altres).
- 1998. Del Reus contemporani: fragments d'història.
- 1998. Escrits polítics del segle XIX.
- 1999. El Carlisme a Catalunya, 1827-1936.
- 1999. Societat, sociabilitat i ideologia a l'àrea reusenca.
- 1999. Literatura, pàtria i societat: els intecl·lectuals i la nació.
- 2000. De l'Ebre a la mar: gent, paisatges i activitats.
- 2000. Els Grans monestirs de la Catalunya Nova: cistercens, cartoixans i franciscans.
- 2002. Absolutistes i liberals: deu estudis a l'entorn de la guerra dels Set Anys.
- 2002. Gaudí: quatre aproximacions a un reusenc universal.
- 2003. El General Prim: biografia d'un conspirador.
- 2003. Gaudí: Reus i el seu temps.
- 2003. Carnet escèptic.
- 2004. Exercicis literaris.
- 2004. Històries de Reus.
- 2005. Antoni Fabra Ribas.
- 2005. Cròniques de corresponsal.
- 2005. De les lletres i les arts: notes d'història cultural'.
- 2006. A preu fet: notícies i reportatges.
- 2006. Agenda pública.
- 2008. Historiografia de Reus (autoria compartida amb altres).
- 2010. Les quatre barres, de bandera històrica a senyera nacional (editat després de la seva defunció).